# Llupia
Llupia [jypja] (katalanisch Llupià) ist eine französische Gemeinde im Département Pyrénées-Orientales in der Region Okzitanien. Administrativ ist sie dem Kanton Les Aspres (bis 2015: Kanton Thuir) und dem Arrondissement Perpignan zugeteilt. Die 2.169 Einwohner (Stand: 1. Januar 2022) werden Llupianenc genannt.

## Geographie

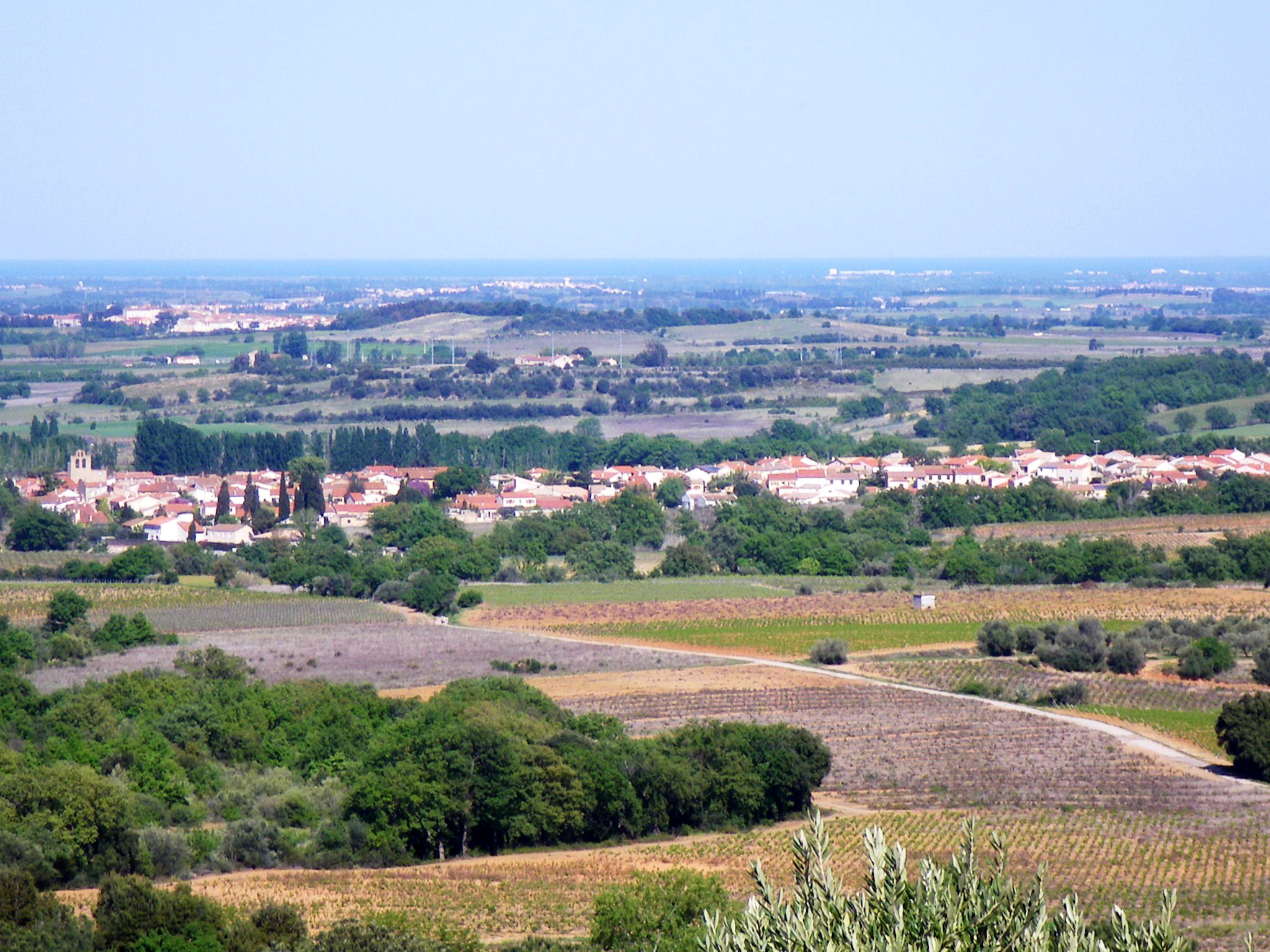
Blick auf Llupia

Llupia liegt etwa 12 Kilometer südwestlich von Perpignan. Umgeben wird Llupia von den Nachbargemeinden Thuir im Norden und Westen, Ponteilla im Osten, Trouillas im Süden und Südosten sowie Terrats im Süden und Südwesten. In die Gemeinde reichen die Weinbaugebiete Rivesaltes und Côtes du Roussillon hinein.

## Bevölkerungsentwicklung
| Jahr                      | 1962 | 1968 | 1975 | 1982 | 1990 | 1999 | 2006 | 2012 |
| ------------------------- | ---- | ---- | ---- | ---- | ---- | ---- | ---- | ---- |
| Einwohner                 | 277  | 282  | 399  | 931  | 1253 | 1734 | 1792 | 1960 |
| Quelle: Cassini und INSEE |      |      |      |      |      |      |      |      |

## Sehenswürdigkeiten
- Romanische Kirche Saint-Thomas (in Llupia) aus dem 11. Jahrhundert mit Umbauten aus dem 14. und 18. Jahrhundert
- Romanische Kirche Sainte-Marie (im zur Gemeinde gehörenden Weiler Vilarmila) aus dem 11. Jahrhundert

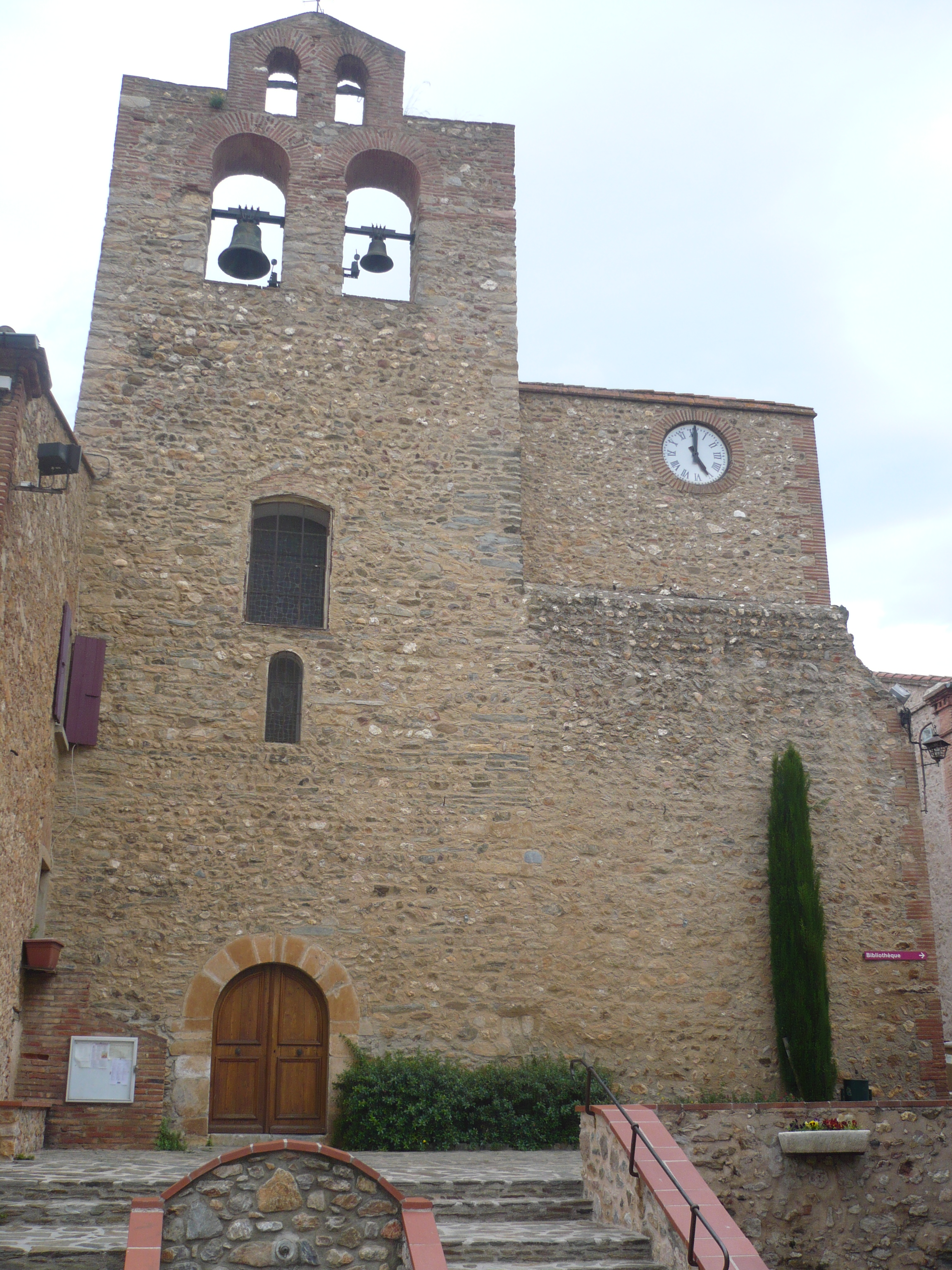
Kirche Saint-Thomas
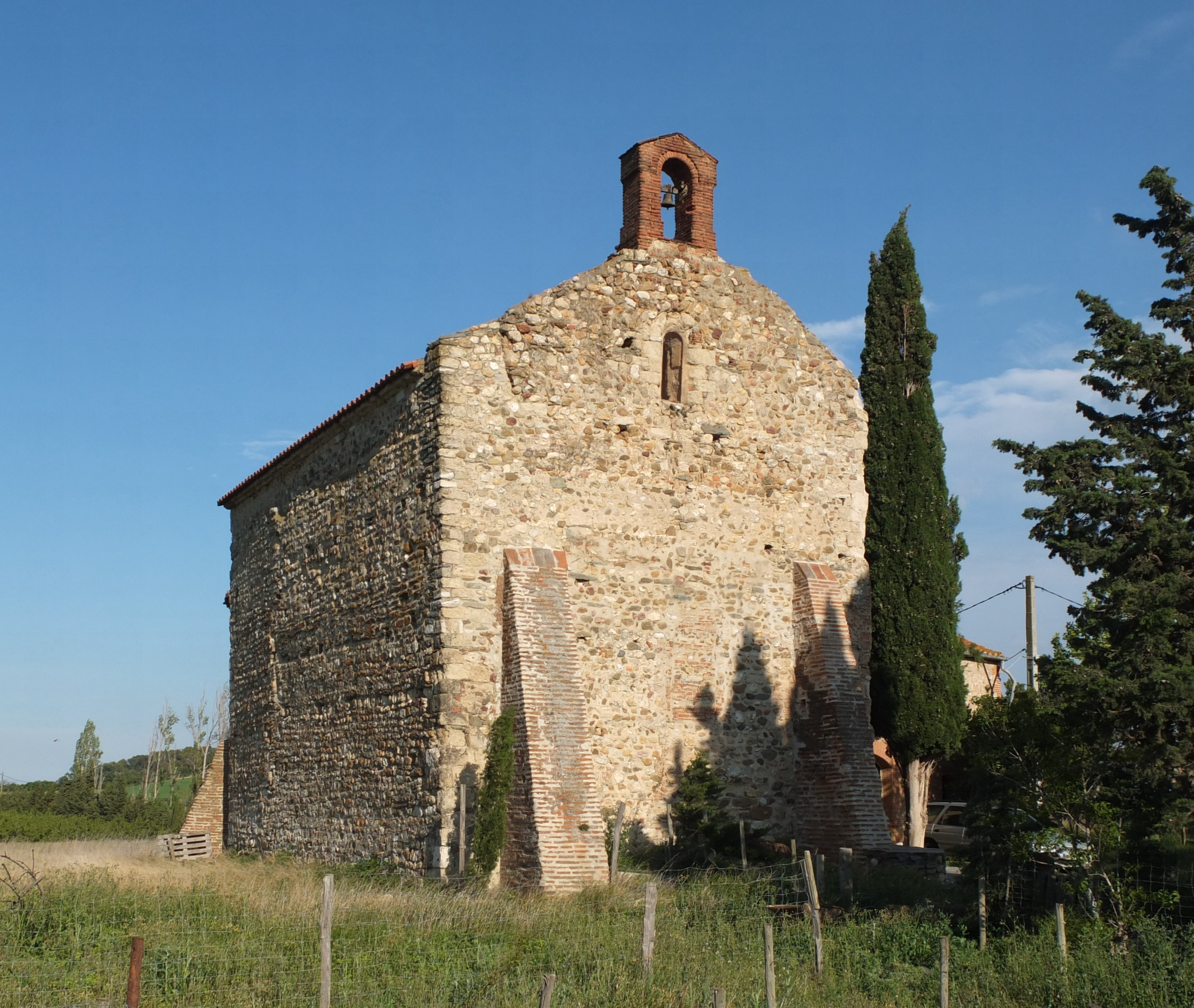
Kirche Sainte-Marie